# Polisano
Polisano este o companie din România care se ocupă cu importul și distribuția de produse farmaceutice și aparatură medicală.

## Date generale
Firma patronează și un spital, un laborator și un centru de fertilizare in vitro.
Fondatorul Polisano este omul de faceri sibian Ilie Vonica, care și-a deschis primul cabinet medical în 1993.
În anul 2006, Clinica Polisano a făcut primul pas în afara Sibiului, prin deschiderea unei unități în București.
Vonica este alături de Ioan Ciolan, (proprietar Ambient), și Ilie Carabulea, (proprietarul Atlassib), unul dintre cei mai puternici sibieni.
În mai 2014, proprietarul grupului Polisano, Ilie Vonica, a cărui firmă era implicată în dosarul rețetelor false pentru bolnavii de cancer, s-a sinucis, aruncându-se de la balconul locuinței sale din Sibiu.